# Boca de dragó borda
La boca de dragó borda amb nom científic Bartsia trixago o el sinònim de Bellardia trixago, espècie de planta comuna en camins i cunetes (rara en cultius) de tot Europa. És natural del mediterrani i d'Orient Mitjà. És anual.